# Пицен (дух)
Пице́н (также бичен, пичан, печан, пицин, ен, енпери, урман иясе) — в мифологии сибирских татар дух-хозяин леса.
Считалось, что пицен может и приносить удачу, и причинять зло, заводя в глухие дебри. Представлялся в образе человека (в частности, благообразного старца с длинным посохом и котомкой за плечами), а также различных зверей (например, обезьяны).
Пицен живёт в заброшенных охотничьих избушках, любит лошадей, катается на них, путает гриву, мажет её смолой. В облике красивой женщины вступает в любовную связь с человеком. Один из рассказов о пицене гласит, что однажды охотник в лесу встретил женщину (в облике которой перед ним предстал пицен), женился на ней и зажил богато. Однажды, придя домой раньше положенного, вместо красавицы-жены он увидел страшилище с торчащими изо рта клыками. Из своих распущенных волос она вытаскивала ящериц и поедала их. Охотник в ужасе закричал, и сразу всё пропало — и жена, и его богатство.
В мифологиях других тюркоязычных народов пицену соответствуют арсури у чувашей и шурале у казанских татар и башкир. У тобольских и омских татар пицену близки волосатые, неприятно пахнущие «лесные люди» йыш-кеше, которые завлекают путников в лес и женят их на себе. По ночам души йыш-кеше выходят наружу через дыру под мышкой (ср. Вереселень). Пицен схож с алтайскими и тувинскими албысами.